# 79 Rezerwowa Dywizja Piechoty (Cesarstwo Niemieckie)
79 Rezerwowa Dywizja Piechoty (niem. 79. Reserve-Division)  – związek taktyczny Armii Cesarstwa Niemieckiego. 
W sierpniu 1914 rozwinięto w Niemczech do etatów wojennych istniejące w okresie pokoju związki operacyjne (armie) i związki taktyczne. W tym też miesiącu z rekrutów, rezerwistów i ochotników znajdujących się  w korpuśnych ośrodkach szkoleniowych zorganizowano jednostki rezerwowe.

W składzie XXXX Rezerwowego Korpusu Armijnego została rozwinięta między innymi 79 Rezerwowa Dywizja Piechoty. W I wojnie światowej dywizja walczyła na froncie wschodnim.

## Struktura organizacyjna
Skład w 1914:
- dowództwo dywizji
- 79 Rezerwowa Brygada Piechoty
  - 261 rezerwowy pułk piechoty
  - 262 rezerwowy pułk piechoty
  - 263 rezerwowy pułk piechoty
- 79 rezerwowy oddział kawalerii